# PDP-6

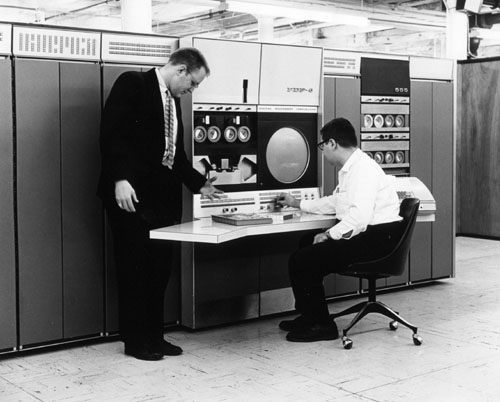
PDP-6를 조작하는 고든 벨과 앨런 코톡(1964)

PDP-6(Programmed Data Processor Model 6의 약자)은 DEC(디지털 이큅먼트 코퍼레이션)가 1963년에 개발하여 1964년 여름에 처음 출시된 컴퓨터이다. 36비트 데이터 워드를 사용한다. 이는 당시 IBM 메인프레임과 같은 대형 시스템에 대한 일반적인 워드 크기였다. 시스템은 PDP-1 및 PDP-4와 같은 DEC의 초기 시스템과 동일한 게르마늄 트랜지스터 기반 시스템 모듈 레이아웃을 사용하여 구성되었다.
시스템은 대부분의 메인프레임에서 일반적인 일괄 처리뿐만 아니라 실시간 컴퓨팅 사용을 염두에 두고 설계되었다. 이로 인해 대학 환경에서 인기를 얻었으며 리스프 언어에 대한 지원으로 MIT의 프로젝트 MAC과 같은 인공 지능 실험실에서 특히 유용했다. 또한 너무 많은 초기 모델 트랜지스터를 사용했기 때문에 복잡하고 비용이 많이 들었으며 신뢰할 수 없었다. 23개만 판매되었으며 가격은 $120,000에서 $300,000 사이였다.
PDP-6의 지속적인 영향은 PDP-10을 생산하기 위해 최신 실리콘 트랜지스터와 최신 플립칩 모듈 패키징을 사용한 재구현이었다. 두 기계의 명령어 세트는 거의 동일하다. PDP-10은 가격이 저렴하고 신뢰성이 더 높았으며, 수명 기간 동안 약 1500대가 판매되었다.